# Shinji Tanaka
Pour les articles homonymes, voir Tanaka.
Shinji Tanaka (田中 真二, Tanaka Shinji) est un footballeur japonais né le 25 septembre 1960 à Saitama dans la préfecture de Saitama au Japon.